# Chi Cọ
Chi Cọ hay chi Kè (danh pháp khoa học: Livistona) là một chi thực vật có 28-36 loài thuộc họ Cau (Arecaceae), có gốc có bản địa ở Nam và Đông Nam châu Á, Australasia, và Sừng châu Phi. Chúng thuộc phân tông Corypheae (cọ lá buông), lá có cuống cứng, phía đuôi lá hình rẻ quạt tròn với nhiều lá chét.
Các loài Livistona là nguồn thức ăn của các ấu trùng của một số loài Lepidoptera, bao gồm Batrachedra arenosella (được ghi trong L. subglobosa) và Paysandisia archon.

## Một số loài
- Livistona alfredii
- Livistona australis - cọ lá buông Úc
- Livistona benthamii
- Livistona boninensis
- Livistona brevifolia
- Livistonia carinensis
- Livistona chinensis (đồng nghĩa: Livistona subglobosa) - Cọ xẻ, kè tàu.
- Livistona chocolatina
- Livistona concinna
- Livistona decora (đồng nghĩa: Livistona decipiens)
- Livistona drudei
- Livistona eastonii
- Livistona endauensis
- Livistona exigua
- Livistona fulva
- Livistona halongensis (T.H. Nguyen & Kiew) - Cọ Hạ Long.
- Livistona humilis
- Livistona inermis
- Livistona jenkinsiana
- Livistona lanuginosa
- Livistona lorophylla
- Livistona mariae - cọ lá buông Trung Úc
- Livistona merrillii
- Livistona muelleri
- Livistona nasmophila
- Livistona nitida
- Livistona papuana
- Livistona rigida
- Livistona rotundifolia (đồng nghĩa: Livistona robinsoniana) - lá loài này là biểu tượng của Philippines.
- Livistona saribus (đồng nghĩa: Livistona tonkinensis - kè Bắc Bộ[3]) - cọ, lá gồi, lá nón, cọ bầu, kè đỏ, kè bắc hoặc kè nam.
- Livistona speciosa
- Livistona surru
- Livistona tahanensis
- Livistona tothur
- Livistona victoriae
- Livistona woodfordii

## Hình ảnh

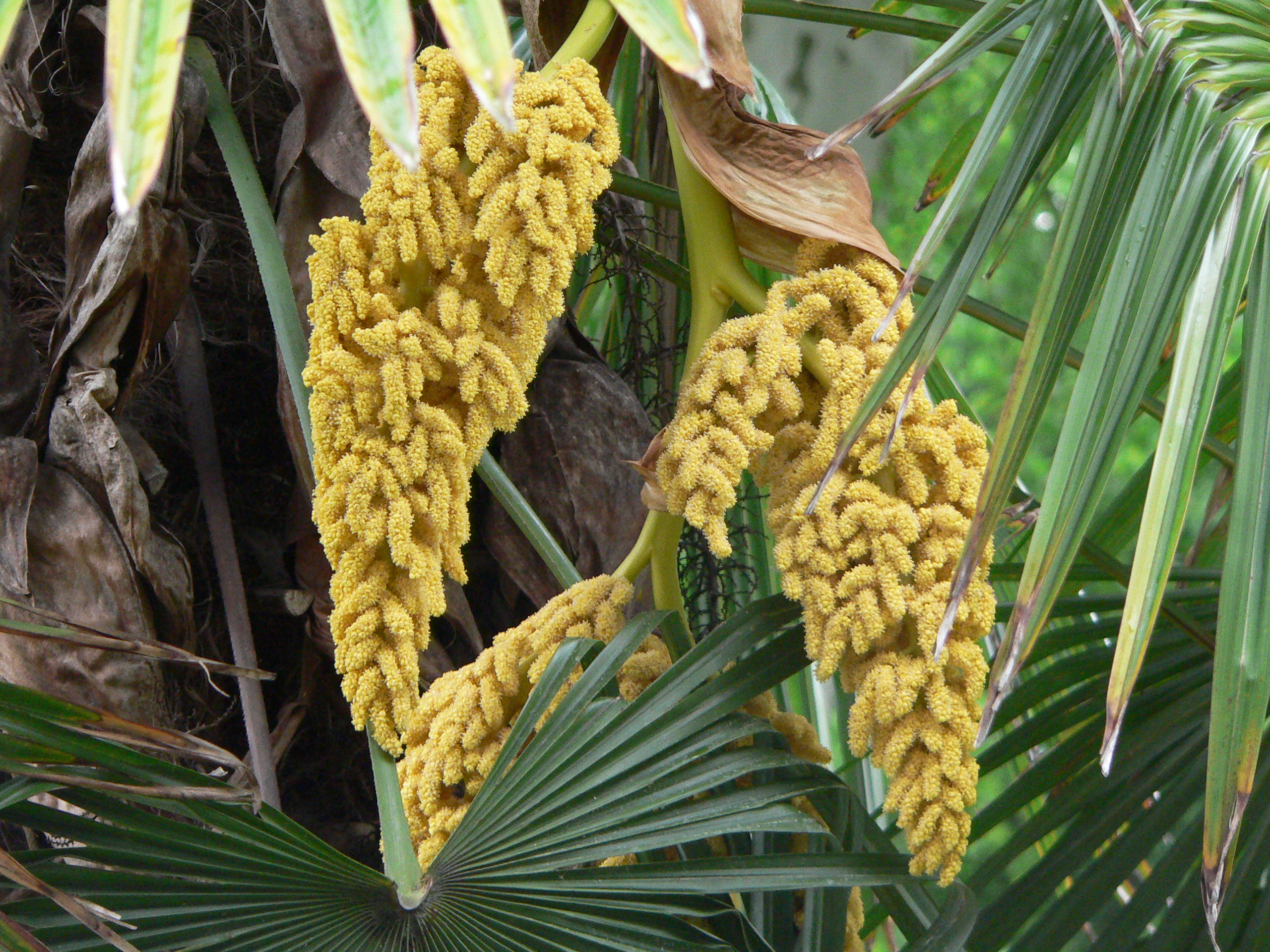
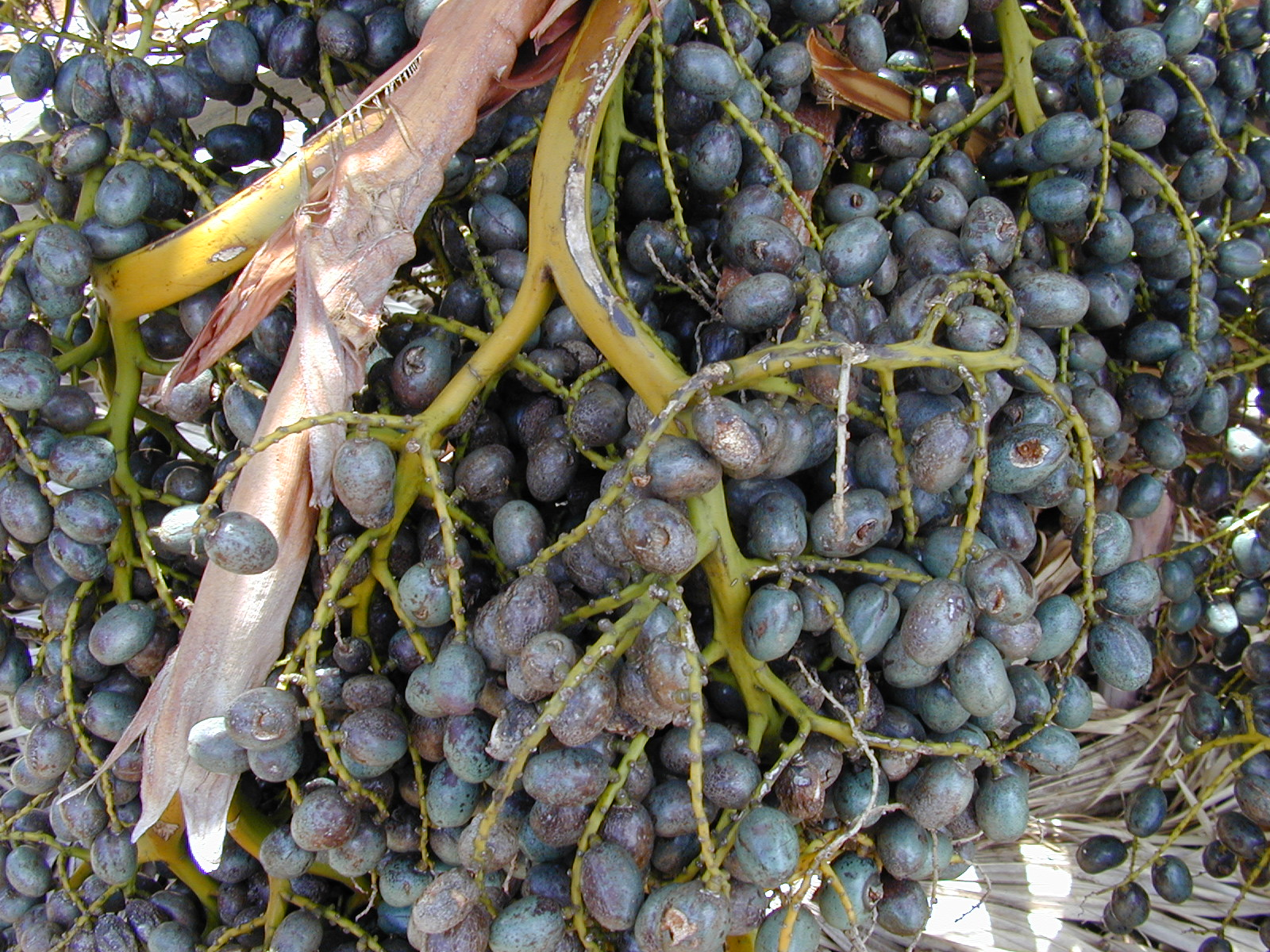
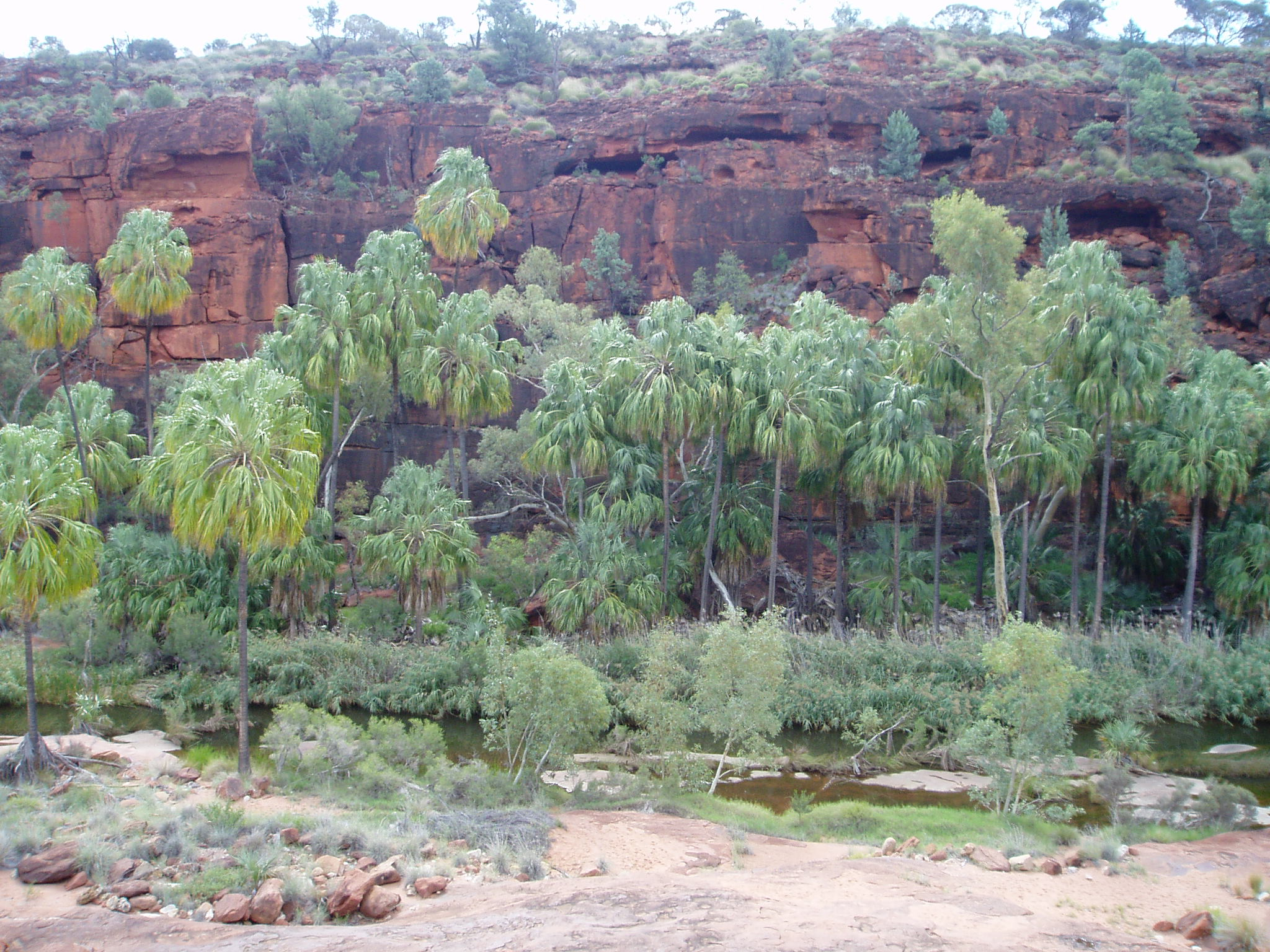
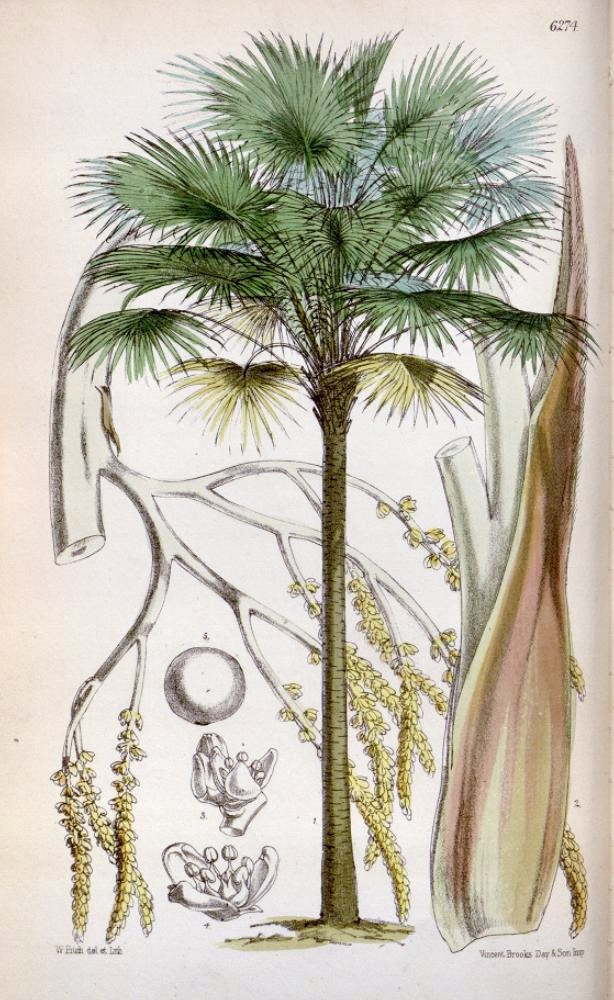